# Santa Maria de Maspujols
Santa Maria de Maspujols és una església barroca catalogada com a monument i protegida com a bé cultural d'interès local del municipi de Maspujols (Baix Camp).

## Descripció
Edifici de paredat amb reforços de carreus. Una nau amb capelles laterals comunicades. Arcs de mig punt. La nau cobreix amb volta de canó amb llunetes, el presbiteri amb creueria i les capelles laterals amb aresta. Hi ha una interessant capella amb cúpula, la del Santíssim, amb una sagristia gran, de tres trams, coberta de volta. Porta amb frontó entrepartit i fornícula amb imatge. Espadanya sobre la façana. El més interessant és el campanar, de diversos cossos, decorat amb relleus i escultures de volum, situat als peus, en el costat de l'evangeli.

## Història
Fou sufragània de l'església de l'Aleixar. Començada a finals del segle xvii i acabat en el XVIII. El campanar, obra de realització molt notable, potser fou obra de Donetto i Durand.